# Concrete Roman
Concrete Roman är ett typsnitt designat av Donald E. Knuth. Det är ett derivat av Computer Modern av samme person men har en lite säregen stil, nästan som ett egyptiskt snitt. Denna stil har skapats genom att ungefär 30 parametrar i METAFONT-källkoden har justerats.
Knuth hade från början tänkt använda Computer Modern tillsammans med Euler för sin lärobok Concrete Mathematics, men Computer Modern visade sig vara för lätt och spinkig intill Euler, vilket fick honom att skapa Concrete Roman som är avsevärt tyngre. Att Concrete Roman är såpass tung från början är förmodligen anledningen till att någon fet variant aldrig skapats; bara normal (rak), kursiverad och kapitäler står till buds (se bilden ovan).